# Severin Ottiger
Severin Ottiger (Sursee, 20 aprile 2003) è un calciatore svizzero, difensore del Lucerna.

## Carriera

### Club
Ottiger è cresciuto nel settore giovanile del Lucerna, dove è arrivato nel 2016. Ha debuttato in prima squadra il 18 dicembre 2021 nell'incontro di Super League perso 2-0 contro il Servette. Il 29 ottobre 2023 ha segnato il suo primo gol contro sempre contro il Servette.

### Nazionale
Ha giocato nelle nazionali giovanili svizzere Under-16, Under-17, Under-18, Under-20 ed Under-21.

## Statistiche

### Presenze e reti nei club
Statistiche aggiornate al 25 novembre 2023.
| Stagione        | Squadra         | Campionato      | Campionato | Campionato | Coppe nazionali | Coppe nazionali | Coppe nazionali | Coppe continentali | Coppe continentali | Coppe continentali | Altre coppe | Altre coppe | Altre coppe | Totale | Totale | Totale |
| Stagione        | Squadra         | Comp            | Pres       | Reti       | Comp            | Pres            | Reti            | Comp               | Pres               | Reti               | Comp        | Pres        | Reti        | Pres   | Reti   |        |
| --------------- | --------------- | --------------- | ---------- | ---------- | --------------- | --------------- | --------------- | ------------------ | ------------------ | ------------------ | ----------- | ----------- | ----------- | ------ | ------ | ------ |
| 2020-2021       | Lucerna II      | 1L              | 2          | 0          |                 | -               | -               |                    | -                  | -                  |             | -           | -           | 2      | 0      |        |
| 2021-2022       | Lucerna II      | 1L              | 20         | 0          |                 | -               | -               |                    | -                  | -                  |             | -           | -           | 20     | 0      |        |
| 2022-2023       | Lucerna II      | 1L              | 19         | 5          |                 | -               | -               |                    | -                  | -                  |             | -           | -           | 19     | 5      |        |
| 2021-2022       | Lucerna         | SL              | 1          | 0          | CS              | 0               | 0               | UECL               | 0                  | 0                  |             | -           | -           | 1      | 0      |        |
| 2022-2023       | Lucerna         | SL              | 12         | 0          | CS              | 0               | 0               |                    | -                  | -                  |             | -           | -           | 12     | 0      |        |
| 2023-2024       | Lucerna         | SL              | 12         | 1          | CS              | 2               | 0               | UECL               | 4                  | 0                  |             | -           | -           | 18     | 1      |        |
| Totale carriera | Totale carriera | Totale carriera | 66         | 6          |                 | 2               | 0               |                    | 4                  | 0                  |             | -           | -           | 72     | 6      |        |

## Palmarès

### Club

#### Competizioni nazionali
- Promotion League: 1

Lucerna II: 2022-2023